# Selaroides leptolepis
Selaroides leptolepis är en fiskart som först beskrevs av Cuvier, 1833.  Selaroides leptolepis ingår i släktet Selaroides och familjen taggmakrillfiskar. Inga underarter finns listade i Catalogue of Life.

## Källor

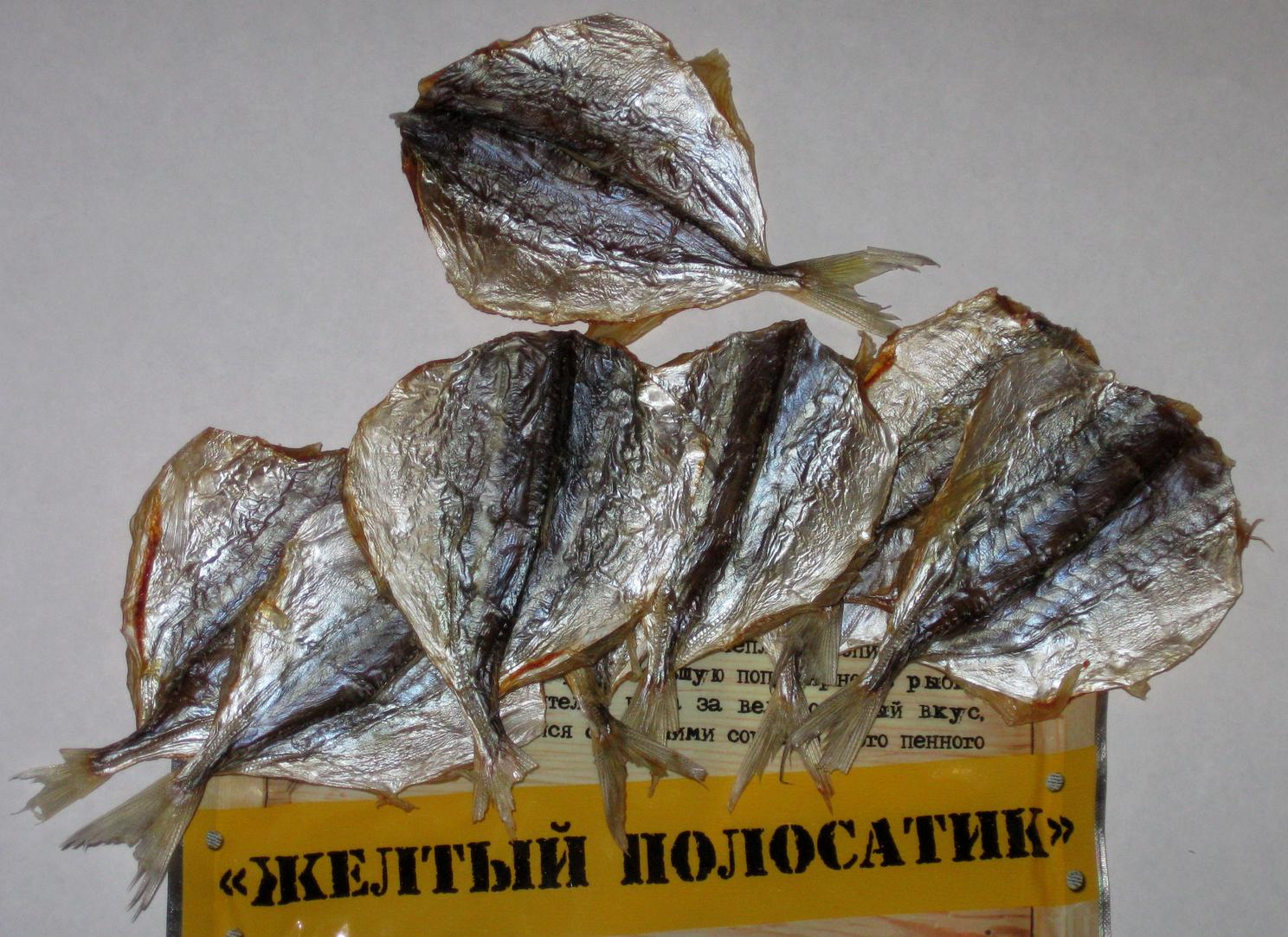
"Gul randig" - populära torkad fisk i Ryssland